# Tronchacadenas

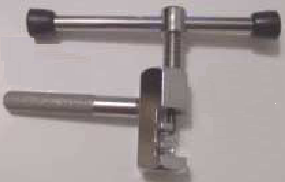
Tronchacadenas típico.

Un tronchacadenas es una herramienta que es empleada para reparar cadenas de bicicleta; tiene por funciones tanto abrir una cadena como unirla. Se recomienda incluirla en el paquete básico de reparación de una bicicleta, tanto para un taller como para recorridos.
Existen dos tipos básicos. El que se muestra en la foto es el más común sin embargo no es el más cómodo ni profesional. El otro tipo es similar a unos alicates y tiene unas muescas con forma de eslabón donde se coloca el mismo para "tronchar" la cadena con un simple movimiento de apriete. Una segunda muesca sirve para hacer el movimiento contrario.
En el caso de usar el de tipo molinillo es importante no llegar a extraer del todo el pasador del eslabón de la cadena ya que en tal caso, volver a colocarlo es muy difícil. Para hacerlo bien se debe empujar el pasador hasta dejarlo sobresaliendo prácticamente por completo por uno de los lados dejando dentro del eslabón cerca de un milímetro.
No es conveniente usar a menudo el tronchacadenas porque puede debilitar la cadena. Sobre todo si se desmonta el mismo bulón. Si se va a desmontar a menudo la cadena se puede utilizar un eslabón desmontable o powerlink. Está diseñado para que no se desmonte en marcha y sea relativamente fácil desmontarlo con la mano. A veces es necesario formar una U o una Z  con los eslabones adyacente o apretar hacia dentro las chapitas para abrir el eslabón fácilmente.
En algunos casos puede solucionar una cadena rota, pero sigue siendo necesario usar el troncha para añadir eslabones a una cadena, quitar eslabones dañados o para acortarla.